# گاربزن
گاربزن شهری در مرکز ایالت نیدرزاکسن آلمان است. این شهر به شهر هانوور بسیار نزدیک است. رود لاینه از این شهر عبور می‌کند. این شهر در منطقه‌ای کوهپایه‌ای نیز واقع شده‌است.